# دریاچه پاول
دریاچه پاول (انگلیسی: Lake Powell) یک مخزن آبی بر روی رودخانه کلرادو در مرز بین یوتا و آریزونا (فراتر از آن همراه با پل رنگین‌کمان در ایالت یوتا) می‌باشد، این دریاچه یک نقطه هدف تعطیلات عمده است که در حدود ۲ میلیون نفر در هر سال از آن بازدید به عمل می‌آورند، این دریاچه دومین مخزن انسان ساخت با حداکثر ظرفیت آب در ایالات متحده با توان ذخیره‌سازی ۲۴٬۳۲۲٬۰۰۰ جریب فوت (۳٫۰۰۰۱×۱۰۱۰ متر مکعب) در پشت دریاچه مید می‌باشد

## نگارخانه

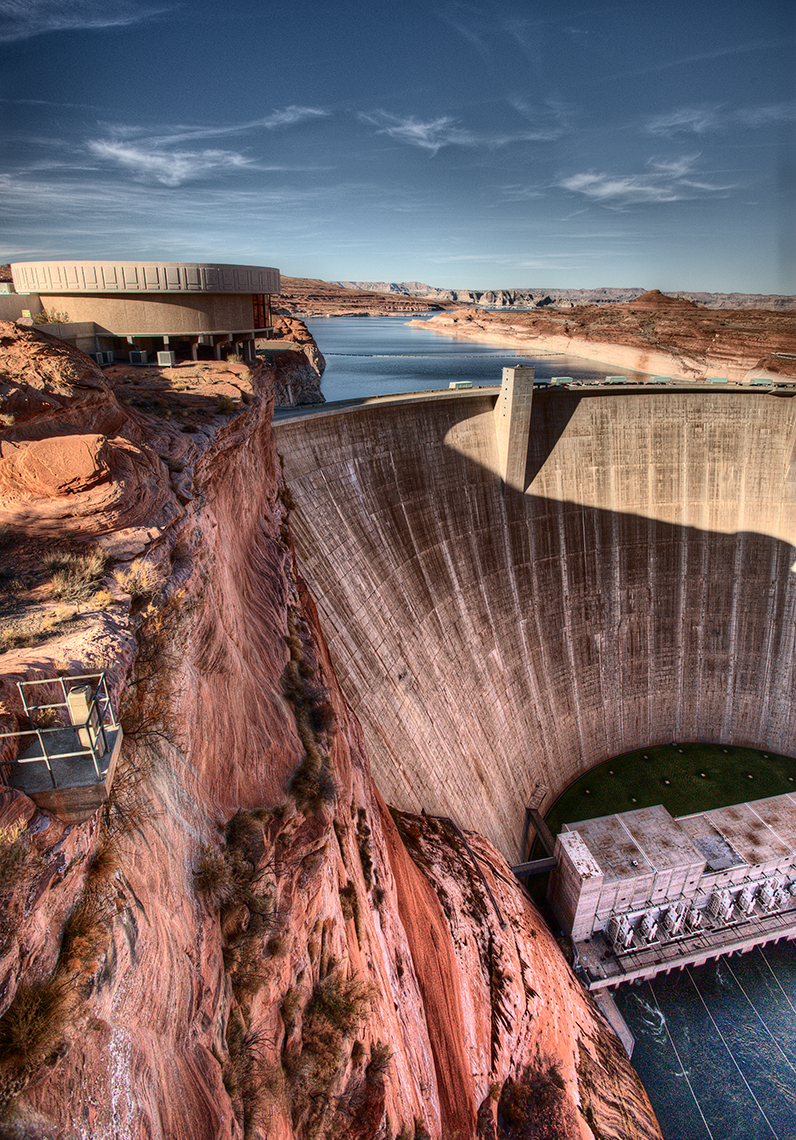
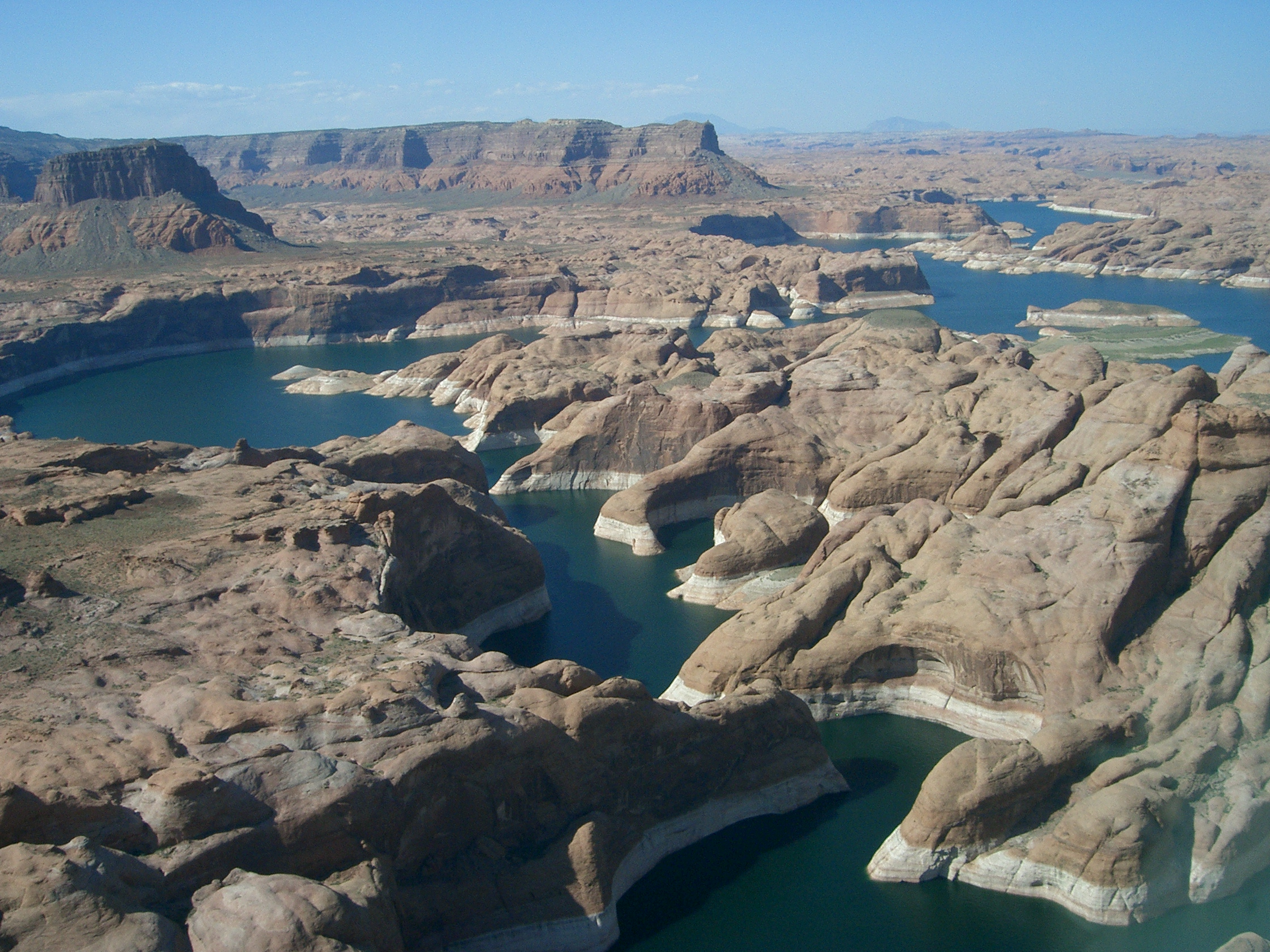
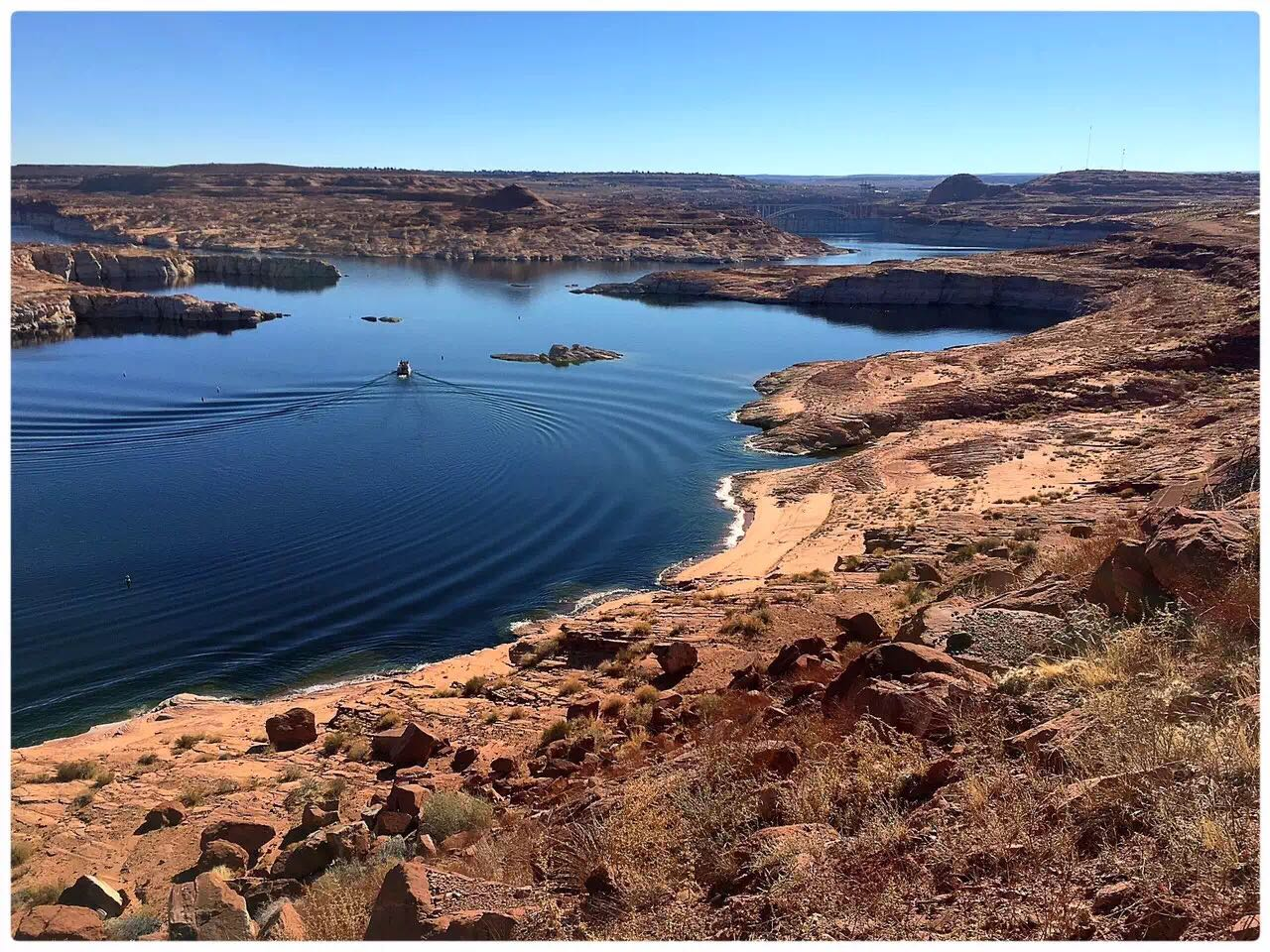
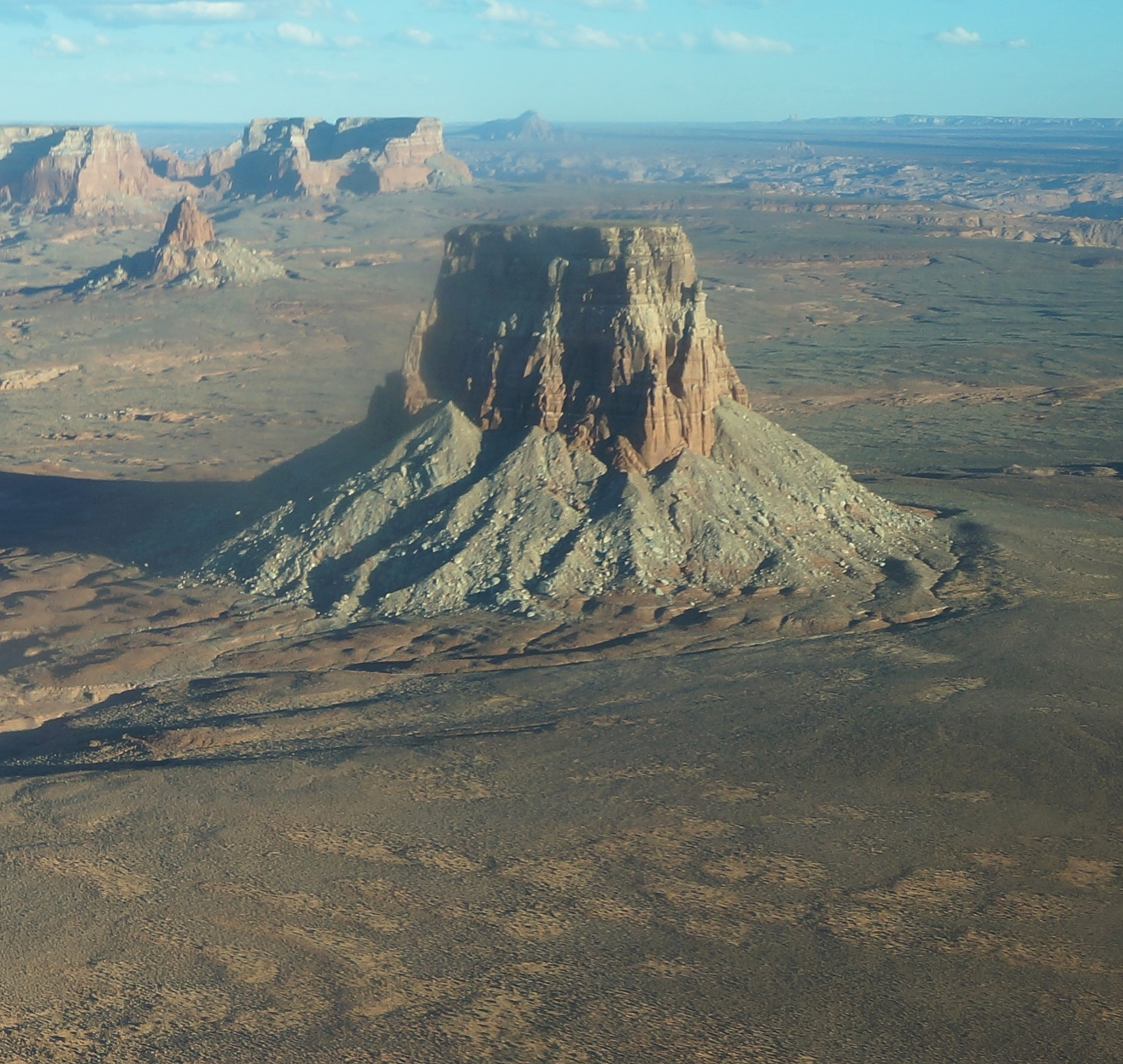
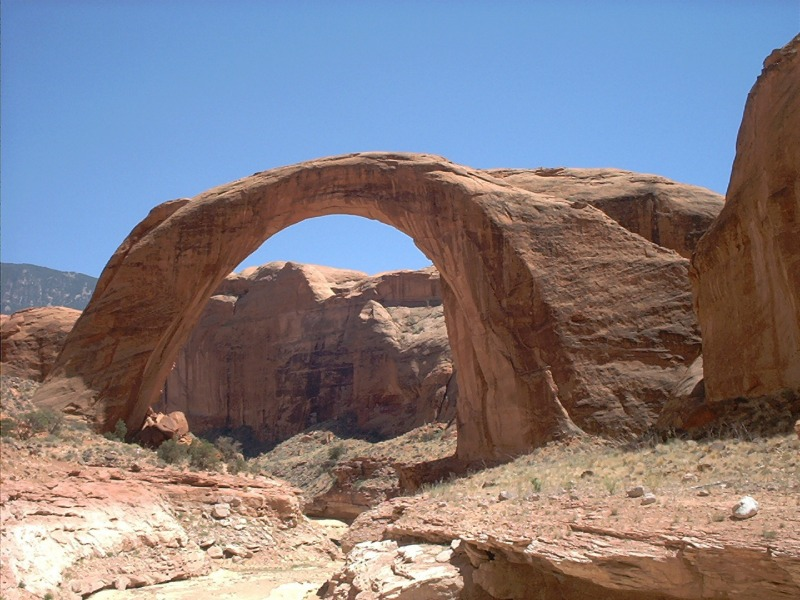
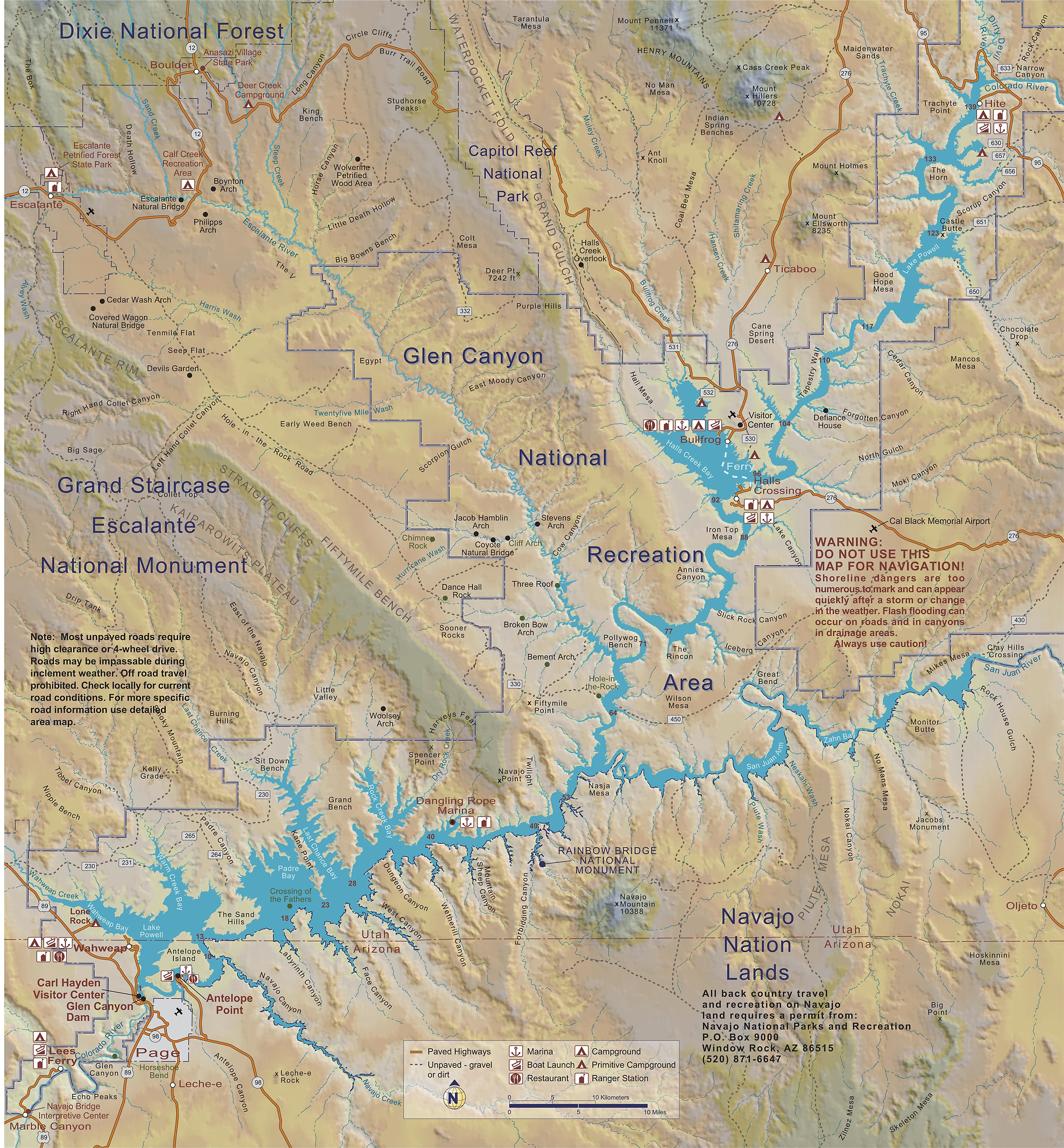
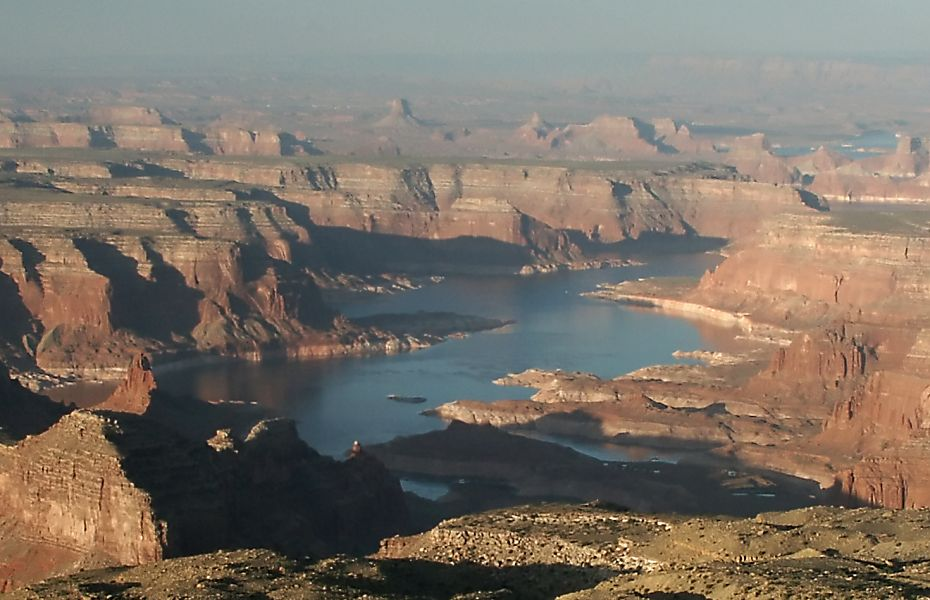